# Bois Caïman
Bois Caïman (in haitiano: Bwa Kayiman) è il sito di una cerimonia voodoo nella quale ebbe inizio l'insurrezione di schiavi che provocò poi la Rivoluzione haitiana. La notte del 14 agosto 1791, diversi schiavi delle piantagioni vicine al sito, si erano riuniti in loco per presenziare ad una cerimonia religiosa tra i boschi di Le Cap nella colonia francese di Saint-Domingue. Presieduta da Dutty Boukman, un capo schiavo e oungan, la cerimonia era sia un rituale religioso che un incontro strategico dei cospiratori che avevano pianificato una rivolta contro i proprietari bianchi delle piantagioni della colonia.
La preghiera recitata da Dutty Boukman quella notte fu la seguente: Buon Signore che ogni giorno fai risplendere su di noi il sole, lo fai sorgere dal mare, che fai ruggire le tempeste; e governi i tuoni, Signore che ti nascondi in cielo e da lì ci guardi. Il Signore vede ciò che i bianchi hanno fatto. Il loro dio ha comandato questi crimini, ma i nostri ci hanno dato benedizioni. Il Buon Dio ordina vendetta. Egli darà forza e potenza alle nostre braccia e coraggio ai nostri cuori. Egli ci sosterrà. Abbattiamo le immagini del dio dei bianchi, perché è lui che fa scendere le lacrime dai nostri occhi. Per la libertà che risuona ora nei nostri cuori.
Nei giorni successivi, l'intera regione delle pianure del nord era infiammata dalla rivolta dal momento che i rivoluzionari condussero atti di violenza contro coloro che li avevano schiavizzati. La cerimonia venne riportata per la prima volta da Antoine Dalmas nella sua Storia della Rivoluzione di Saint-Domingue del 1814. La cerimonia è considerata l'atto ufficiale d'inizio della rivoluzione haitiana.
Lo stesso Dalmas riporta a tal proposito:

Un uomo di nome Boukman, con un altro houngan, organizzarono per il 14 agosto 1791, un incontro tra gli schiavi nelle montagne a nord. Questo incontro aveva la forma di una cerimonia voodoo e si svolse al Bois Caïman nella parte settentrionale dei monti dell'isola. Pioveva ed il cielo era zeppo di nuvole; gli schiavi iniziarono ad esprimere il loro risentimento per le loro condizioni. Una donna iniziò a danzare contorcendosi tra la folla, presa da uno spirito. Con un coltello tra le mani, recise la gola di un maiale e ne distribuì il sangue a tutti i partecipanti all'incontro che giurarono di uccidere tutti i bianchi dell'isola.

Malgrado i fatti riportati e la drammatizzazione della cerimonia nei secoli, l'elemento del sacrificio di un maiale creolo a Ezili Dantor da parte della mambo Cécile Fatiman ed il patto sottoscritto con questo atto sono elementi sempre ricorrenti in tutte le versioni. Il sacrificio fu documentato per la prima volta da Dalmas, di seguito un frammento che ne dà i primi dettagli:
Questo cerimoniale venne considerato da molti cristiani sull'isola come un "patto col demonio", fatto che dunque contribuì certamente all'opposizione da parte dei francesi.